# Овчарук Анатолій Миколайович
Анатолій Миколайович Овчарук (*7 червня 1941 р.) — український  учений у галузі металургії. Доктор технічних наук, професор. Академік АН ВШ України з 2006 р.

## Біографія
Народився у с. Березівка Бершадського району Вінницької обл. Закінчив Дніпропетровський металургійний інститут (1968) за фахом інженер-металург. Відтоді й по сьогодні працює в ДМетІ (з 2000 р. — Національна металургійна академія України). Кандидат технічних наук  (1976), старший науковий співробітник (1980), доктор технічних наук (1997), професор (1998).

## Наукова діяльність
Основні напрями наукової та науково-педагогічної діяльності: розробка теоретичних основ та вдосконалення технологічних схем виробництва марганцевих феросплавів у сучасних рудовідновних понадпотужних електропечах; теоретичні основи дефосфорації марганцеворудної сировини електрометалургійним способом; дослідження фізико-хімічних властивостей вторинної марганецьвміщуючої сировини та розробка технології її  раціонального використання. 
Автор 10 монографій, 250 наукових праць, винаходів та навчально-методичних розробок, у тому числі 107 авторських свідоцтв та патентів України, частину яких запроваджено у виробництво на феросплавних підприємствах Дніпропетровської  і інших областей України. Автор 9 монографій, серед яких: «Передовой опыт утилизации вторичных ресурсов производства марганцевых ферросплавов» (1991, у співавт.);  «Металлургия марганца Украины» (1996, у співавт.); «Теоретические основы и технологии производства  марганцевых ферросплавов углеродотермическим процессом» (1997); «Физико-химия огнеупорных изделий, тиксотропных масс и применение их в электрометаллургическом производстве» (1999, у співавт.);  «Ферросплавы Украины — 2000» (2001, у співавт.); «Никопольские ферросплавы» (2004, у співавт.); «Проектирование и оборудование электросталеплавильных и ферросплавных цехов: учебник» (2004, у співавт.).
Підготував 3-х кандидатів наук. 
Лауреат Державної премії України в галузі науки і техніки (1988, 1998), лауреат Нагороди Ярослава Мудрого АН ВШ України (2006). Нагороджений орденом Святого Миколая (2008).